# Tôn giáo tại Lào
Tôn giáo tại Lào (do Trung tâm Nghiên cứu Pew ước tính năm 2015)

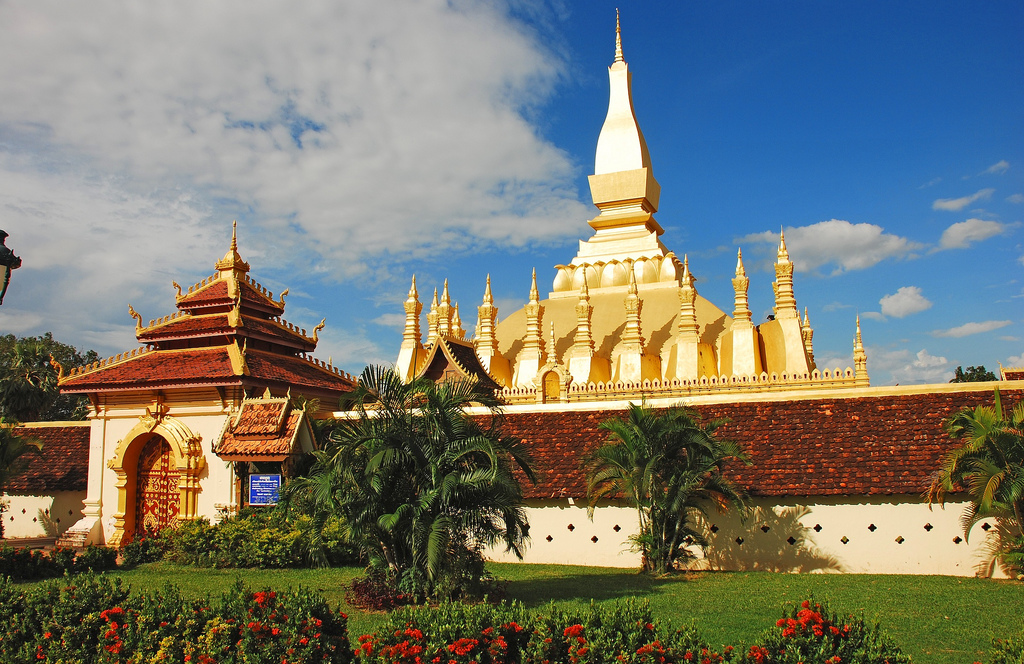
Pha Thạt Luổng là một trong những biểu tượng của dân tộc Lào

Trong số các tôn giáo tại Lào, Phật giáo Thượng tọa bộ là tôn giáo có số lượng tín hữu lớn nhất, đóng vai trò chủ đạo trong bản sắc văn hóa dân tộc Lào. Một trong những biểu tượng văn hóa của dân tộc Lào chính là Thạt Luổng, là một đại bảo tháp với đế là một đài sen hình vuông nở cánh vàng, bên trong lưu giữ xá lị của Đức Phật. Phật giáo Thượng tọa bộ là tôn giáo của khoảng 66% dân số Lào vào năm 2010. Hầu hết người Lào sống ở những vùng đất thấp (Lào Lùm và Lào Lỏm) theo Phật giáo Thượng tọa bộ, tuy nhiên thì dân số của họ lại chiếm hơn 50% tổng dân số Lào. Phần còn lại là 48 nhóm sắc tộc thiểu số khác sinh sống tại Lào, chủ yếu theo tín ngưỡng dân gian Thái.
Tín ngưỡng dân gian Thái là tôn giáo chủ đạo của nhóm sắc dân sinh sống ở miền Bắc nước Lào, chẳng hạn như người Thái (Thái Đen và Thái Đỏ) và những dân thuộc ngữ hệ Nam Á và ngữ tộc Tạng-Miến. Nhiều tập tục thờ cúng phi (tồn tại trước khi Phật giáo được du nhập) từ lâu đã hòa lẫn với  nghi thức thờ phượng theo Phật giáo Thượng tọa bộ, ngay cả đối với các sắc dân Lào sống ở vùng đất thấp. Số lượng tín hữu Công giáo và Kháng Cách lần lượt chiếm 1% và 2% trong tổng dân số Lào. Các nhóm tôn giáo thiểu số còn lại bao gồm Bahá'í giáo, Islam giáo, Phật giáo Đại chúng bộ và Nho giáo. Một bộ phận rất nhỏ người dân Lào không theo tôn giáo nào (tức là có quan điểm vô thần/bất khả tri).
Mặc dù chính quyền nước Lào nghiêm cấm người nước ngoài chiêu dụ tín đồ tại Lào, nhiều cư dân ngoại quốc có mối quan hệ với các doanh nghiệp tư nhân cũng như tổ chức phi chính phủ vẫn âm thầm tham gia các hoạt động tôn giáo. Mặt trận Lào Xây dựng Đất nước chịu trách nhiệm về các vấn đề tôn giáo tại nước Lào và yêu cầu tất cả các tổ chức tôn giáo hoạt động trong lãnh thổ Lào phải đăng ký hoạt động với Mặt trận.

## Trích dẫn
- Savada, Andrea Matles, biên tập (1995). Laos: a country study (ấn bản thứ 3). Washington, D.C.: Federal Research Division, Library of Congress. ISBN 0-8444-0832-8. OCLC 32394600.  Bài viết này tích hợp văn bản từ nguồn này, vốn thuộc phạm vi công cộng.{{Chú thích bách khoa toàn thư}}:  Quản lý CS1: postscript (liên kết)